# Lomgöl (Gamleby socken, Småland)
Lomgöl är en sjö i Västerviks kommun i Småland och ingår i Storån-Botorpsströmmens kustområde.